# Cosmopolitan Greetings
Cosmopolitan Greetings ist der Titel einer 1988 in Hamburg uraufgeführten multimedialen Jazz-Oper über das Leben der Blues-Sängerin Bessie Smith, mit Musik von George Gruntz (Jazz) und Rolf Liebermann (Zwölftonmusik) basierend auf Gedichten und einem Libretto von Allen Ginsberg. 
Die Erstaufführung wurde in der Kampnagelfabrik zum Abschluss der zweiten Intendanz Liebermanns an der Hamburgischen Staatsoper produziert mit einem Bühnenbild von Robert Wilson, der zu dieser Zeit auch durch mehrere Bühnenbilder für Inszenierungen am von Jürgen Flimm geleiteten Thalia Theater in Hamburg Furore machte.  Für die New York Times erinnerte die Oper in ihrer Gesamtanlage an Escalator over the Hill.
Die Oper wurde auch in New York gespielt. Eine konzertante Aufführung mit der WDR Big Band Köln 1992 bildet die Grundlage für die Einspielung einer Doppel-CD, die bei Migros veröffentlicht wurde.

## Mitwirkende der Uraufführung
- George Gruntz (Komponist, Klavier, Leitung Big Band)
- Rolf Liebermann (Komponist, Dirigent klassisches Ensemble)
- Robert Wilson (Bühnenbild, Regie)

- Dee Dee Bridgewater (Gesang)
- Sheila Jordan (Gesang)
- Mark Murphy (Gesang)

- Carolyn Carlson (Tanz)
- Lutz Förster (Tanz)
- Sheryl Sutton (Tanz)

- Don Cherry (Trompete)
- Howard Johnson (Tuba)
- Larry Schneider (Flöte, Saxophon)

- Mike Richmond (Bass)
- Adam Nussbaum (Schlagzeug)

- NDR Bigband mit Herb Geller (Saxophon)